# 勒季謝沃
52°15′N 43°47′E / 52.250°N 43.783°E
勒季謝沃（俄语：Рти́щево）是俄羅斯薩拉托夫州的一個城市，位於該州西北部，距薩拉托夫州214公里。2002年人口44,185人。
1666年首見於文獻，1871年通鐵路。1920年建市。